# فانتاسي ستار أونلاين
فانتاسي ستار أونلاين (باليابانية: ファンタシースターオンライン) (بالإنجليزية: Phantasy Star Online)‏ هي لعبة فيديو تقمص الأدوار أونلاين تم إنتاجها في سنة 2000، وكانت من تطوير شركة سونيك تيم وإنتاج شركة سيجا في 21 ديسمبر 2001، هذه اللعبة تعتمد استراتيجية تناوب الأدوار بعكس الألعاب الأخرى التي أنزلت في سلسلة ألعاب فانتاسي ستار.

## روابط خارجية
- فانتاسي ستار أونلاين على موقع ميوزك برينز (الإنجليزية)